# Now, Now
Now, Now, также известная как Now, Now Every Children — это американская инди-рок группа из Миннесоты. Группа состоит из Кейси Деледжер (вокал, гитара, клавишные) и Брэдли Хейла (ударные, бэк-вокал).

## История

### Создание группы
Группа сформировалась приблизительно в 2003 году. Одноклассники Кейси Деледжер и Брэдли Хейл встретились в средней оркестровой школе когда им было по шестнадцать лет, в конце концов они вместе начали писать музыку, начиная с акустических песен. По словам Деледжер, название группы возникло в результате опечатки во время переписки в интернете с бывшими участниками группы. Изначально название рассматривалось в шутку, как возможное название будущего EP, но затем остался в качестве название группы, когда проект официально стартовал. Деледжер и Хейл взяли в группу сестру Брэда, Бритти на клавишных, и школьного друга Джастина Швейма на бас для записи их первого EP и их первых нескольких выступлений в Миннеаполисе. Незадолго до того как, группа приступила к записи своего первого альбома Швейм покинул их, а на его место встала Кристин Сако. Джесс Эбботт присоединилась к группе летом 2009 года после переезда из штата Мэн в Миннесоту, первоначально только на лето, однако, она стала постоянным членом группы.

### Cars (2007—2009)
В 2007 году Now, Now подписали контракт с местным инди-лейблом Afternoon Records. В 2008 году группа выпустила два EP на этом лейбле под названием Not One, But Two и In The City. В сентябре 2008 года группа играет на разогреве у Mates of State в Миннеаполисе, после которой Деледжер сказала: «Это было самое легкое шоу которое мы играли». Ян Андерсон спродюсировал их первый полнометражный альбом Cars, выпущенный в цифровом варианте 15 декабря 2008 года и на компакт-диске 9 июля 2009 года. 3 мая 2009 года Now, Now выступили на фестивале The Bamboozle, и в декабре 2009 года участвовали на гастролях по Европе вместе с Paramore.

### Смена лейбла и Neighbors (2010—2011)
16 апреля 2010 года, в своём блоге Now, Now объявили об уходе с лейбла Afternoon Records после трёх летнего сотрудничества. С этого момента группа сменила название с «Now, Now Every Children» на «Now, Now». Об изменением названия Деледжер рассказала в интервью: «Мы чувствовали, что должны избавиться от детского образа. Это был наш способ упростить всё и начать с начала». 7 сентября 2010 года, группа, без поддержки лейблов выпустила EP «Neighbors». Также, были выпущены 140 физических носителей мини-альбома, которые были проданы в течение 8 минут после выхода. Альбом был переиздан 7 декабря на No Sleep Records.
3 мая 2011 года, Now, Now выпустили сборник «Neighbors: The Remixes». Еще они сообщили, что группа будет записывать свой второй полноценный альбом вместе с Говардом Редекоппом.

### Threads (2012-настоящее)
8 декабря 2011 года, Now, Now объявили на своей странице Facebook, что они подписали контракт с Крисом Вола из Trans Record Label и что их второй, альбом под названием, «Threads» будет выпущен 6 марта 2012 года. С момента выхода «Threads», Now, Now были на разогреве у The Naked and Famous во время US Spring Tour и в мае вместе с fun. на Summer US tour. В сентябре они выступали в Великобритании в поддержку своего нового альбома. 7 ноября Now, Now дебютировали на телевидение в передаче Late Night with Jimmy Fallon, исполнив песню «Threads».
В 2014 году группа сообщала, что они работают над новым материалом.
11 мая 2017 года, после долгого отсутствия, группа выпускает новый сингл «SGL». Так же стало известно, что Джесс Эббот покинула группу.

## Дискография

### Альбомы
- Cars (2008) — Afternoon Records
- Threads (2012) — Trans Records
- Saved (2018) — Trans Records

### EP
- Not One, But Two (2008) — Afternoon Records
- In The City (2008) — Afternoon Records
- Neighbors (2010) — No Sleep Records
- Neighbors: The Remixes (2011) — No Sleep Records
- Dead Oaks (2012) — Trans Records

### Видеоклипы
- «Friends With My Sister» (2008)
- «Thread» (2012)
- «SGL» (2017)
- «Yours» (2017)
- «AZ» (2018)

## Участники группы
| Текущие участники - Акация «Кейси» Деледжер - вокал, гитара, клавишные (2003-н.в.) - Брэдли Хейл - ударные, перкуссия, бэк-вокал (2003-н.в.) Бывшие участники - Джесс Эббот - вокал, гитара, бэк-вокал (2009—2017) |